# Park Krajobrazowy Nadgoplański Park Tysiąclecia
Uzasadnienie: Park, mimo że formalnie jest podzielony na część wielkopolską i kujawsko-pomorską, to de facto obie części stanowią jeden spójny obszar ochronny.
Park Krajobrazowy Nadgoplański Park Tysiąclecia – park krajobrazowy w województwie kujawsko-pomorskim utworzony na mocy rozporządzenia nr 252 z dn. 10.12.1992 wydanego przez Wojewodę Bydgoskiego. Powierzchnia parku to 8898 ha, w 2002 r. – 9982,71 ha. Park powstał na bazie istniejącego na tym terenie rezerwatu przyrody Nadgoplański Park Tysiąclecia. W rezultacie z rezerwatu powstał obszar chroniony, częściowo funkcjonujący jako park krajobrazowy, a częściowo jako rezerwat przyrody.
Nadgoplański Park Tysiąclecia stanowi również obszary Natura 2000:
- OSO PLB040004 Ostoja Nadgoplańska
- SOO PLH040007 Jezioro Gopło[1].

Rezerwat został założony 15 września 1967 r. na powierzchni 12683,76 ha, w powiatach ówczesnego województwa bydgoskiego: inowrocławskim, radziejowskim, mogileńskim oraz w powiecie konińskim woj. poznańskiego.
Powierzchnia rezerwatu podzielona została na:
- obszar ochrony rezerwatowej – 2313,76 ha,
- otaczający go obszar ochrony krajobrazowej – 10370,00 ha.

Celem powołania rezerwatu było zachowanie ze względów naukowych i dydaktycznych licznych miejsc lęgowych ptactwa wodnego, błotnego i lądowego, zabezpieczenie wartości historycznych tego rejonu związanych z początkami Państwa Polskiego, ochrona naturalnych właściwości środowiska przyrodniczego i swoistych cech krajobrazu (jezioro Gopło, obszar gruntów i lasów do niego przylegających, ostoja ptactwa wodnego i błotnego).

## W województwie wielkopolskim
Od 5 maja 2009 roku część NPT należy także do gminy Skulsk, na mocy rozporządzenia nr 2/09 Wojewody Wielkopolskiego z dnia 8 maja 2009 roku w sprawie utworzenia parku krajobrazowego „Nadgoplański Park Tysiąclecia” w województwie wielkopolskim (Dz. Urz. Woj. Wlkp. z 2009 r. Nr 112 poz. 1798).